# Chemistry: An Asian Journal
Chemistry: An Asian Journal (abrégé en Chem. Asian J.) est une revue scientifique à comité de lecture qui publie des articles dans tous les domaines de la chimie.
D'après le Journal Citation Reports, le facteur d'impact de ce journal était de 4,587 en 2014. Le directeur de publication est Ryoji Noyori (prix Nobel de chimie en 2001) (Université de Nagoya, Japon).